# Lugnadammen
Lugnadammen är en damm vid Bo i Hallsbergs kommun i Närke och ingår i Motala ströms huvudavrinningsområde. Sjöns area är 0,014 kvadratkilometer och den befinner sig 81 meter över havet.